# 陳州
陳州，中国古代设置的一个州，治所在今河南省周口市淮阳区。
西周時期至春秋早期為陳國所在地，後來成為楚國屬地。北周武帝改信州为陈州。治所在秣陵县（今河南省沈丘县南）。隋朝迁到宛丘县（今河南省周口市淮阳区）。辖境相当今河南省太康县、西华县、项城市、淮阳区、商水县、沈丘县等地。北宋宣和初年改为淮宁府。金朝为陈州。清朝雍正二年（1724年），升为陈州直隶州，十二年（1734年），改为陈州府，治所在宛丘县。1913年废除。
| '隋代行政区划变遷 | '隋代行政区划变遷  | '隋代行政区划变遷 | '隋代行政区划变遷 | '隋代行政区划变遷 | '隋代行政区划变遷 | '隋代行政区划变遷 | '隋代行政区划变遷 | '隋代行政区划变遷 | '隋代行政区划变遷                                                          |
| 区划              | 開皇元年           | 開皇元年          | 開皇元年          | 開皇元年          | 開皇元年          | 開皇元年          | 開皇元年          | 区划              | 大業3年                                                                    |
| ----------------- | ------------------ | ----------------- | ----------------- | ----------------- | ----------------- | ----------------- | ----------------- | ----------------- | -------------------------------------------------------------------------- |
| 州                | 陳州               | 陳州              | 陳州              | 陳州              | 豫州              | 豫州              | 亳州              | 郡                | 淮陽郡                                                                     |
| 郡                | 陳郡               | 丹陽郡            | 項城郡            | 淮陽郡            | 汝陽郡            | 廣寧郡            | 陳留郡            | 县                | 宛丘县 西華县 柳城县 項城县 南頓县 太康县 扶樂县 溵水县 鹿邑县 鄲县 鮦陽县 |
| 县                | 項县 長平县 柳城县 | 秣陵县 和城县     | 不詳              | 陽夏县            | 汝陽县            | 澺水县            | 武平县            | 县                | 宛丘县 西華县 柳城县 項城县 南頓县 太康县 扶樂县 溵水县 鹿邑县 鄲县 鮦陽县 |

| 唐朝陈州辖县 | 唐朝陈州辖县                                                                                       |
| ------------ | -------------------------------------------------------------------------------------------------- |
| 618年        | 宛丘县、项城县、鲖阳县、南顿县、溵水县、西华县（改名箕城县）、太康县、扶乐县（新设新平县）         |
| 619年        | 宛丘县、项城县、鲖阳县、南顿县、溵水县、箕城县、扶乐县、新平县（太康县改属夏州）                   |
| 620年        | 宛丘县、项城县、鲖阳县、南顿县、溵水县、箕城县、扶乐县、新平县（鹿邑县来属）                       |
| 621年        | 宛丘县、箕城县、扶乐县、新平县（太康县来属，鹿邑县改属亳州，项城县、鲖阳县、南顿县、溵水县改属州） |
| 625年        | 宛丘县、箕城县、扶乐县、太康县（废除新平县）                                                       |
| 627年        | 宛丘县、太康县（项城县、溵水县来属，废除箕城县、扶乐县）                                           |
| 692年        | 宛丘县、太康县、项城县、溵水县（新设武城县）                                                       |
| 695年        | 宛丘县、太康县、项城县、溵水县、武城县（新设光武县）                                               |
| 705年        | 宛丘县、太康县、项城县、溵水县、武城县（改名箕城县）、光武县                                       |
| 710年        | 宛丘县、太康县、项城县、溵水县、箕城县（改名西华县）、光武县（改名南顿县）                         |
| 781年        | 宛丘县、太康县、项城县、西华县、南顿县（溵水县改属溵州）                                           |
| 785年        | 宛丘县、太康县、项城县、西华县、南顿县（溵水县来属）                                               |

唐朝陳州刺史
- 孟宣文（618年—619年）
- 杨仲达（武德年间）
- 郑言约（贞观年间）
- 卢文儹（贞观年间）
- 侯君集（637年）
- 王仁祐（643年）
- 陈冲用（贞观年间）
- 李道立（永徽初年）
- 虞愻（咸亨、上元年间）
- 李冲（唐高宗时）
- 姚感（唐高宗时）
- 崔玄机（唐高宗时）
- 裴希庄（唐高宗时）
- 弓志弘（唐高宗末年）
- 李上金（685年—688年）
- 尉亮（武周时）
- 杨正言（武周时）
- 王美畅（武周时）
- 林游楚（武周时）
- 温延赏（武周时）
- 张翁喜（武周时）
- 李（神龙年间）
- 卢粲（707年）
- 韩琦（710年）
- 唐先慎（712年）
- 杨慎交（开元初年）
- 韦嗣立（718年—719年）
- 赫连钦若（开元年间）
- 李邕（725年—726年）
- 郑繇（729年）
- 陶禹（731年）
- 郭崇（开元年间）
- 源光乘（开元年间）
- 淮阳郡太守
- 独孤允（758年）
- 郑某（唐肃宗、唐代宗时）
- 吕某（765年）
- 徐向（大历初年）
- 李芃（776年—779年）
- 薛珏（779年—783年）
- 薛宝（783年）
- 李公廉（784年）
- 曲环（784年—786年）
- 韦某（贞元年间）
- 上官涚（799年）
- 刘昌裔（800年—803年）
- 孟元阳（803年—805年）
- 李光颜（814年）
- 令狐通（816年）
- 令狐通（819年—820年）
- 高瑀（元和末年）
- 王沛（821年—823年）
- 柏元封（宝历、大和年间）
- 薛昌族（846年—848年）
- 苏特（年—年）
- 李蒙（852年）
- 许珂（874年—876年）
- 赵犨（880年—889年）
- 赵昶（889年—898年）
- 赵珝（898年—901年）
- 韩建（901年—904年）
- 袁象先（906年—907年）
- 崔灵遇